# Yamaha
Công ty công nghiệp Yamaha (ヤマハ株式会社/Yamaha Corporation) là một công ty Nhật Bản chuyên nhiều lĩnh vực khác nhau từ những nhạc cụ, động cơ, xe gắn máy cho đến những thiết bị điện.

## Lịch sử
- Yamaha ban đầu là một công ty chế tạo đàn piano, Torakusu Yamaha là người sáng lập vào năm 1887 tại thành phố Hamamatsu, Shizuoka, Nhật Bản.
- Nhờ nắm được công nghệ chế tạo hợp kim nhẹ, bền trong các chi tiết của đàn piano nên từ sau Thế chiến 2, Yamaha bắt đầu ứng dụng thành công những kinh nghiệm đó vào sản xuất động cơ và xe máy.
- Yamaha Motors hiện là nhà sản xuất xe máy lớn thứ 2 thế giới, đội đua Yamaha có tay đua kỳ cựu Valentino Rossi.
- Hiện diện tại Việt Nam từ 1998, Yamaha Việt Nam luôn đi đầu trong việc nghiên cứu và chế tạo ra các mẫu xe có thiết kế thể thao, đẹp mắt, động cơ, mạnh và ổn định.

## Yamaha Music Foundation
Yamaha Music Foundation là một tổ chức được thành lập vào năm 1966 bởi cơ quan của Bộ Giáo dục Nhật Bản với mục đích thúc đẩy giáo dục âm nhạc và phổ biến âm nhạc. Nó tiếp tục một chương trình các lớp học âm nhạc được bắt đầu bởi Yamaha Corporation vào năm 1954.